# 過繼母系
過繼母系，是指在父系社會中的一種制度，最主要的目的是繼承產業，解决家庭缺乏男性继承人的问题。在一個父系傳承為主、女性无继承权的地區，如一名出嫁女性，其原生家庭的家產、事業無子傳承，就可以令孩子過繼母系，获得继承权。過繼後由於與母親同姓（特殊情况采用雙姓），常被視為從母姓。
過繼母系也會影響一個人的族群認同或國籍，如於二二八事件中遇害的湯德章律師，父為日本東京人，母為臺灣臺南人，湯律師因過繼母系，被視為臺灣人。

## 類型

### 由母方家族收養
直接由母方家族的男性成員收養，最常見是由生母的兄弟收養，即原來的舅父成為養父，隨養父姓。但也有由再高一輩成員收養的例子，例如西晉時期賈充因親生兒子贾黎民等夭亡，無子繼嗣，於是收養幼女賈午與丈夫韓壽所生之子為贾黎民的嗣子，改名賈謐。琉球國醫學家魏士哲也曾因外祖父應瑞麟無子而過繼為其養子。
广东地区称外甥过继舅舅为“母子归宗”（姑子归宗）。

### 入贅

#### 婿養子
婿養子是男方成為女家養子，所生子女繼承母家的習俗。

#### 抽豬母稅
抽豬母稅，又稱抽豬母租。是閩南人、臺灣人的一種過繼母系習俗。
原指早期閩南舊習，農家將母豬借予佃農或他人飼養，直到母豬生小豬時，可取回部分的小豬，當作自己的報酬。「抽豬母稅」後成為一句婚姻的臺語術語，是指臺灣人早期的一種慣例：入贅的男子，約定由一個或多個兒子「從母姓」，為女方繼嗣，是為「抽豬母稅」。

## 外部連結
- 獨家》36歲男被戶所強制「變姓」 悲訴不敢回家祭祖 （页面存档备份，存于）
- 結婚要「抽豬母稅」？　答案竟是讓女方「傳香火」 （页面存档备份，存于）
- 抽豬母稅 3兄弟都是長子 （页面存档备份，存于）
- 「小娶」中的臺灣女性，談招婿、招夫